# 郑维山
郑维山（1915年8月5日—2000年5月9日），湖北省麻城县（今河南省信阳市新县）人。红小鬼出身，中国人民解放军中将，曾任北京、兰州军区司令员。

## 生平
郑维山出生于麻城县乘马区第四乡屋脊洼村（现河南省信阳市新县泗店乡泗店村屋脊洼），1927年11月，中国共产党组织黄麻起义后，郑维山参加童子团，后调入赤卫队。1930年1月加入中国共产党。1930年6月，参加中国工农红军第一军第一师。1933年12月，18岁的郑维山任红九军二十七师政治委员。后任红三十军（军政委李先念）八十八师政委。西路军失败后，只身讨饭回到延安，和李先念等一起入抗大学习。
1938年春，从抗大毕业，分配到晋察冀军区军政干校任军事教员。讲射击、投弹还是刺杀等课程。特别是射击原理课，生动而又深刻，使得没有文化的学员也能听懂、掌握。军政干校校长孙毅给郑维山配了警卫员和马，还力荐当副校长，向晋察冀军区司令员兼政委聂荣臻推荐郑维山是个人才应该重用。1939年3月，晋察冀军区教导团成立，军区副参谋长唐延杰兼任团长，郑维山为教导团政治委员。1940年2月，郑维山担任教导团团长兼政委，当时教导团编制了22个步兵连，都是各部队选送来的班干与战斗骨干。1942年秋，出任第四军分区副司令员，后兼任晋察冀军区行唐前线指挥所总指挥。1943年底升任第四军分区司令员兼晋察冀军区行唐前线指挥所总指挥，当时一分区司令员杨成武、二分区司令员郭天民，三分区司令员黄永胜。郑维山提出了“夜间游击战”的战法。1944年秋，晋察冀军区成立四个二级军区，晋察冀军区代理政治委员程子华找郑维山谈话，拟提拔为冀中军区副司令员，郑维山提出要到延安学习。1945年4月，与孙景波以及晋察冀军区政治部主任朱良才一行出发赴延安。刚到延安，就和聂荣臻等人乘美军运输机从延安飞抵华北前线。
1945年9月9日，任张家口卫戍司令部参谋长，司令员、政治委员分别由晋察冀军区副司令员萧克和张家口市委书记刘秀峰兼任，郑维山主持卫戍司令部工作。不久郑维山被提拔为卫戍司令。1946年10月，张家口撤退战中，郑维山果断指挥所属部队侦察到傅作义部偷袭张北，指挥所部抢占阵地抗击三天三夜，确保了驻张家口的各党政军机关单位几万人平安撤走，并指挥教导旅打退了傅作义军渡过洋河的追击。任新组建的察哈尔军区司令员。1947年5月，中央致电晋察冀军区，调郑维山去刘邓部随军南下，拟任李先念第十二纵队的高级指挥员；聂荣臻通过在晋察冀指导工作的朱德做工作，调郑维山接任杨成武担任晋察冀野战军第三纵队司令员（政委胡耀邦、副司令员兼参谋长文年生，副政委王道邦）。平津战役最关键的新保安之战，第三纵队受领任务是包围新保安的南面、西面，不放走傅作义起家嫡系第35军。但在行军过程中，郑维山考虑傅作义必派出一切可能兵力给第35军解围，于是派出侦察，果然在新保安东南发现了从北平乘坐500辆大卡车驰援的敌105军部队。郑维山在电台无法呼通兵团指挥所的情况下，当机立断派出第7、第8旅在新保安东南洋河以北占领阵地抗击北平来的援军。
1950年底任中国人民志愿军第19兵团副司令员兼参谋长。1952年7月调任第20兵团代司令员，接替治病的杨成武。至1953年6月下旬杨勇担任第20兵团司令员。
1969年12月，中共中央发布《关于内蒙古实行分区全面军管的决定》，由北京军区对内蒙古自治区实行分区全面军管，郑维山任前线指挥所党的领导小组书记。
1971年华北会议上，郑维山和李雪峰被卷入陈伯达事件而遭批判，此后郑维山被下放到安徽一个农场管制劳动，1979年得到平反，1982年起，任兰州军区司令员。
曾获朝鲜民主主义人民共和国一级国旗勋章、一级独立自由勋章。1955年获一级八一勋章、一级独立自由勋章、一级解放勋章，1988年获一级红星功勋荣誉章。
郑维山之子郑勤于2009年晋升为中将军衔。